# Јанта
Јанта или Јанте је у грчкој митологији било име више личности. 

## Митологија
- Према Хесиодовој теогонији је била једна од Океанида[1], нимфа љубичица или љубичасте боје. Можда је била једна од Нефела, божанство љубичастих облака који се јављају у зору или Антуса, цветна нимфа љубичица.[2]
- Телестејева кћерка, коју је заволела Ифида. Према Овидијевим „Метаморфозама“, Ифида се због тога молила боговима да дозволе венчање две жене. Зато је она претворена у мушкарца.[3]